# داني ويليامز (موسيقي)
داني ويليامز (بالإنجليزية: Danny Williams)‏ 7 يناير 1942 في بورت إيلزابيث - 6 ديسمبر 2005 كان موسيقي ومغني من جنوب أفريقيا ، عاش وتربى في إنجلترا وبدأ هناك حياته المهنية كمغني .

## أغنياته
- نهر القمر (1961)
- العالم الرائع للشباب (1962)
- جيني (1962)
- أبيض على أبيض (1963)
- من السهل الرقص (1977)